# خالد المضف
خالد المضف (مواليد 12 يونيو 1978) هو لاعب رماية كويتي. فاز بلقب بطولة العالم للرماية بالرمح للرجال في بطولة العالم للرماية بالرمح لعام 2002 في لاهتي، فنلندا، واحتل المركز السادس على التوالي في نسختين متتاليتين من الألعاب الأولمبية (2000 و2004). وبالإضافة إلى لقبه في بطولة العالم، حصد المضف أيضاً 14 ميدالية أخرى إلى سجله المهني، بما في ذلك ميداليتان في دورة الألعاب الآسيوية (فضية في قوانغتشو 2010 وبرونزية في الدوحة 2006). يعد المضف عضوًا في نادي الرماية بمدينة الكويت، حيث يتدرب بدوام كامل تحت قيادة المدرب الروسي المولد رستم يامبولاتوف.

## حياته المهنية
كان الظهور الأول للمضف في الألعاب الأولمبية في دورة الألعاب الأولمبية الصيفية 2000 في سيدني، حيث احتل المركز الرابع في منافسات رماية الرجال بمجموع 139 نقطة، وكان على بعد نقطة واحدة فقط من الميدالية البرونزية التي فاز بها الإيطالي جيوفاني بيلييلو.
بعد عامين، وصل المضف إلى قمة مسيرته الرياضية بفوزه بأول ميدالية ذهبية فردية له في مسابقة دولية كبرى في بطولة العالم للاتحاد الدولي للرماية عام 2002 في لاهتي، فنلندا. نجح في إصابة ما مجموعه 146 هدفا ليتفوق على بقية المتأهلين للنهائيات، بما في ذلك بيلييلو والبطل الأولمبي مايكل دايموند، في الفوز بلقب مسابقة الأطباق الطائرة. وبوصوله إلى منصة التتويج، ضمن المضف أيضًا حصة أولمبية لبلده الكويت، وتم اختياره في النهاية للمنافسة في دورته الأولمبية الثانية.
في دورة الألعاب الأولمبية الصيفية 2004 في أثينا، تأهل المضف لفريقه الكويتي الثاني في منافسات رماية الرجال، بعد أن حقق الحد الأدنى من النقاط المؤهلة وهو 122 من أفضل مركز حققه في بطولة العالم قبل عامين. وباعتباره أحد المرشحين للفوز بالميدالية الأولمبية في هذا الحدث الرياضي، بذل المضف جهدًا آخر على مستوى عالٍ بتسجيله 121 نقطة في التصفيات المؤهلة ليحتل المركز الرابع في النهائيات المكونة من ستة لاعبين، لكنه خرج من المنافسة على الميداليات بشكل مأساوي ليحتل المركز الأخير تحت الضغط بعد إهداره عددًا من الأهداف أكثر من أي رامٍ آخر في الميدان، حيث أنهى المنافسة بـ 141 إصابة فقط.
بعد إنجاز أولمبي مخيب للآمال، عاد المضف إلى مستواه النبيل ليحصد الميدالية البرونزية في منافسات الرماية الفردية في دورة الألعاب الآسيوية 2006 في الدوحة، قطر، ثم ارتقى إلى الميدالية الفضية في دورة الألعاب الآسيوية 2010 في قوانغتشو، محققًا مجموع نقاط بلغ 128 و137 على التوالي.